# Abū Quhāfa
Abū Quhāfa (arabisch أبو قحافة, DMG Abū Quḥāfa, auch ʿUthmān ibn ʿĀmir ibn ʿAmr ibn Kaʿb / عثمان بن عامر بن عمرو بن كعب) war der Vater des ersten Kalifen Abū Bakr. Es existieren nur wenige Informationen über ihn; ob diese Informationen und die Quellen, aus denen sie stammen, verlässlich sind, ist jedoch fraglich.
Sicher ist die Abstammung von dem Clan der Banū Taim, der zu den Quraisch gehörte. Wahrscheinlich ist er am Tag der Eroberung Mekkas zum Islam übergetreten.